# Saint-Parres-lès-Vaudes
Saint-Parres-lès-Vaudes ist eine französische Gemeinde mit 1.079 Einwohnern (Stand 1. Januar 2022) im Département Aube in der Region Grand Est; sie gehört zum Arrondissement Troyes und zum Kanton Bar-sur-Seine. 

## Lage
Saint-Parres-lès-Vaudes liegt in der Südhälfte des Département Aube rund 18 km (Luftlinie) südöstlich der Stadt Troyes. Die Ostgrenze der Gemeinde bildet der Fluss Seine, der gleichzeitig die Westgrenze des Regionalen Naturparks Forêt d’Orient ist.
Die Weiler (hameaux) Courgelin, La Fontaine Saint-Thomas und Les Claudots sind zum Dorf Saint-Parres-lès-Vaudes zusammengewachsen. Hinzu kommen einige Einzelgehöfte. 

## Geschichte
Die Gemeinde gehörte von 1793 bis 1801 zum District Bar sur Seine. Zudem war sie von 1793 bis 1801 Teil des Kantons Chappes und seit 1801 Teil des Kantons Bar-sur-Seine. Von 1801 bis 1926 war Saint-Parres-lès-Vaudes verwaltungstechnisch Teil des Arrondissements Bar-sur-Seine. Dieses ging 1926 im Arrondissement Troyes auf, zu dem die Gemeinde heute noch gehört.  

## Bevölkerungsentwicklung
| Jahr                       | 1793 | 1851 | 1856 | 1896 | 1901 | 1921 | 1962 | 1968 | 1975 | 1982 | 1990 | 1999 | 2006 | 2012 |
| Einwohner                  | 249  | 453  | 424  | 497  | 493  | 398  | 666  | 726  | 771  | 977  | 922  | 960  | 972  | 1047 |
| Quellen: Cassini und INSEE |      |      |      |      |      |      |      |      |      |      |      |      |      |      |

Die zunehmende Mechanisierung der Landwirtschaft führte zu einem Absinken der Einwohnerzahlen bis auf die Tiefststände in der Zwischenkriegszeit. Abgesehen von der Zeit zwischen 1982 und 1990 wächst die Zahl der Bewohner seit 1921 ständig an. Grund dafür ist die Nähe zur Stadt Troyes mit ihren zahlreichen Arbeitsplätzen.

## Sehenswürdigkeiten
- Dorfkirche Saint-Parres (Querschiff und Apsis sind aus dem 16. Jahrhundert; das Kirchenschiff aus dem 19. Jahrhundert)[1]
- Kapelle La maison Saint-Joseph
- Wegkreuz an der D671
- Denkmal für die Gefallenen (monument des morts) auf dem Dorffriedhof[2]
- ehemaliger Bahnhof, heute Bibliothek und Ausstellungsraum